# Свинья Pink Floyd

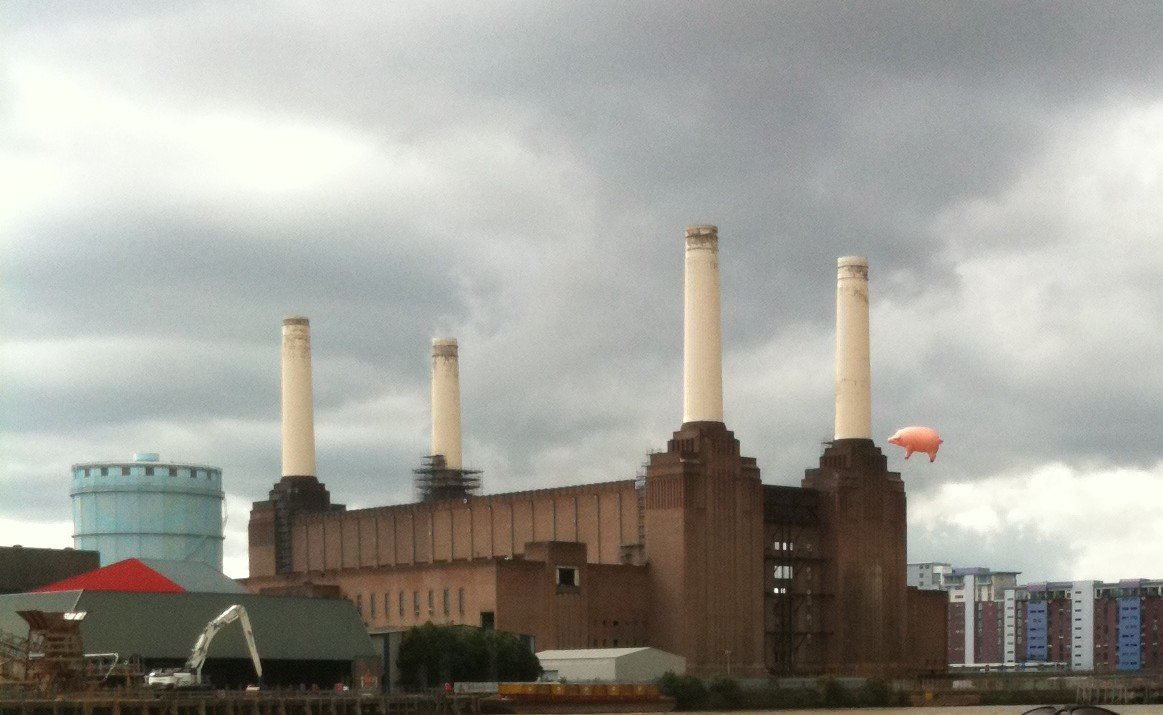
Копия надувной свиньи над Баттерси
в 2011 году

Свинья́ Pink Floyd — надувная свинья, один из символов, «фирменных» знаков и талисманов группы Pink Floyd, один из основных атрибутов концертных выступлений группы (с 1977 года) и сольных представлений участников группы. Идея создания «летающей свиньи» принадлежала лидеру группы на рубеже 1970—1980-х годов, одному из основных авторов текстов и музыки, басисту Роджеру Уотерсу.
Сами музыканты называли её Элджи (Algie).

## История появления

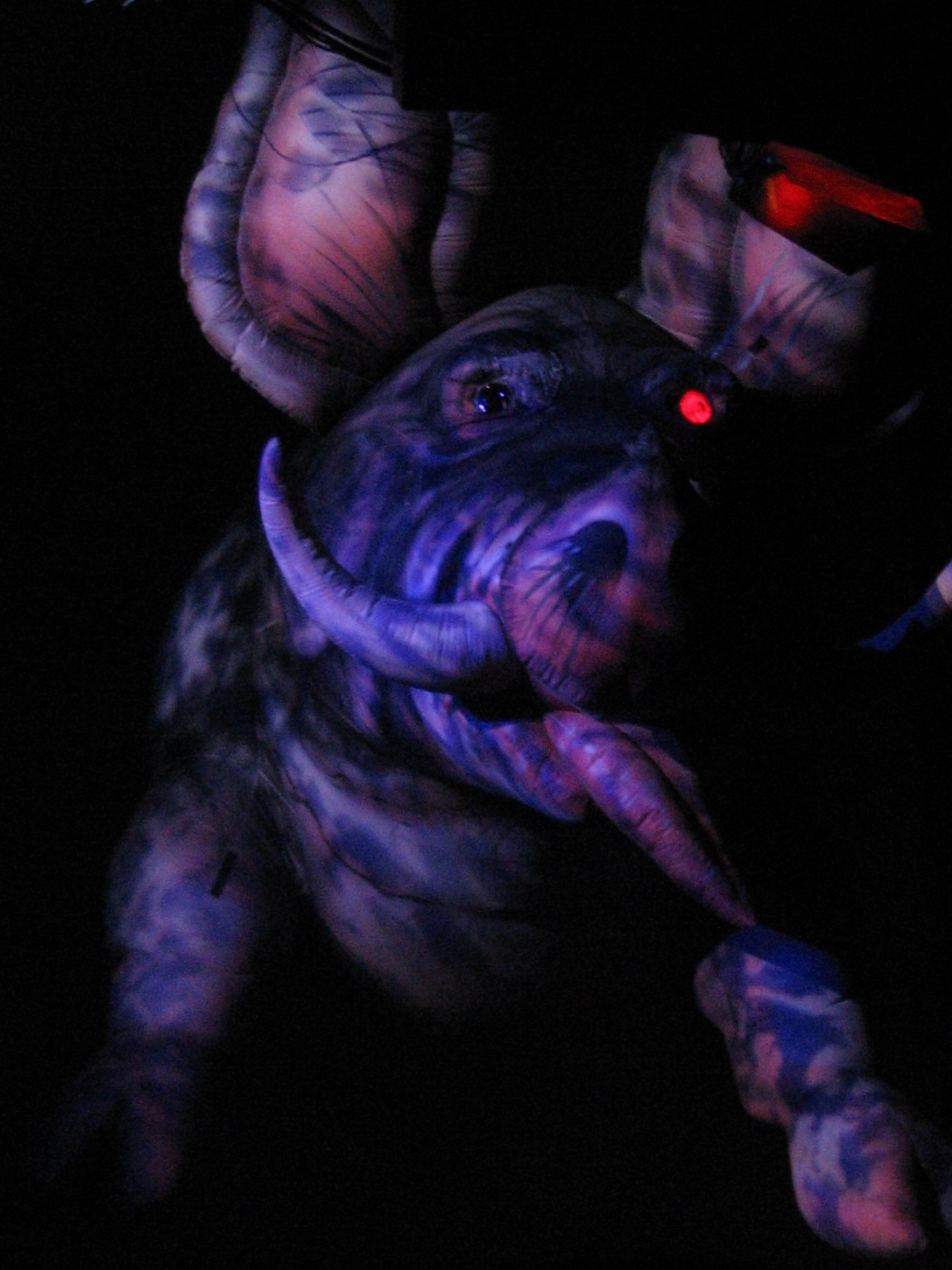
Надувной хряк на одном из концертов Pink Floyd во время турне 1994 года

В январе 1977 года группа Pink Floyd выпустила альбом Animals («Животные»), персонажами метафорических песен которого являются собаки, свиньи и овцы. Альбом открывается и завершается короткой композицией «Pigs on the Wing» («Свиньи в полёте») в двух частях; одна из центральных песен альбома — «Pigs (Three Different Ones)» («Свиньи (Три разных)»). На обложке альбома была сфотографирована надувная свинья, парящая над башнями лондонской электростанции Баттерси. По словам Роджера Уотерса, «полетевшая» свинья являлась «символом надежды». Позднее огромная надувная свинья сопровождала группу практически на всех концертах, начиная с тура In the Flesh, и стала своеобразной «сценической визитной карточкой» Pink Floyd.

## Использование на концертах
Свинья продолжала участвовать в сценических шоу и после ухода Роджера Уотерса, причём ей были приделаны мужские гениталии, чтобы избежать судебных разбирательств по поводу авторских прав. Впервые надувной хряк появляется во время концертного тура A Momentary Lapse of Reason в 1987 году. В титрах видеофильма Delicate Sound of Thunder, посвящённого прошедшему турне, было особо отмечено: «Оригинальная концепция свиньи Р. Уотерса» («Original pig concept by R. Waters»). В то же время Роджер Уотерс также продолжал использовать надувных свиней на своих сольных выступлениях.

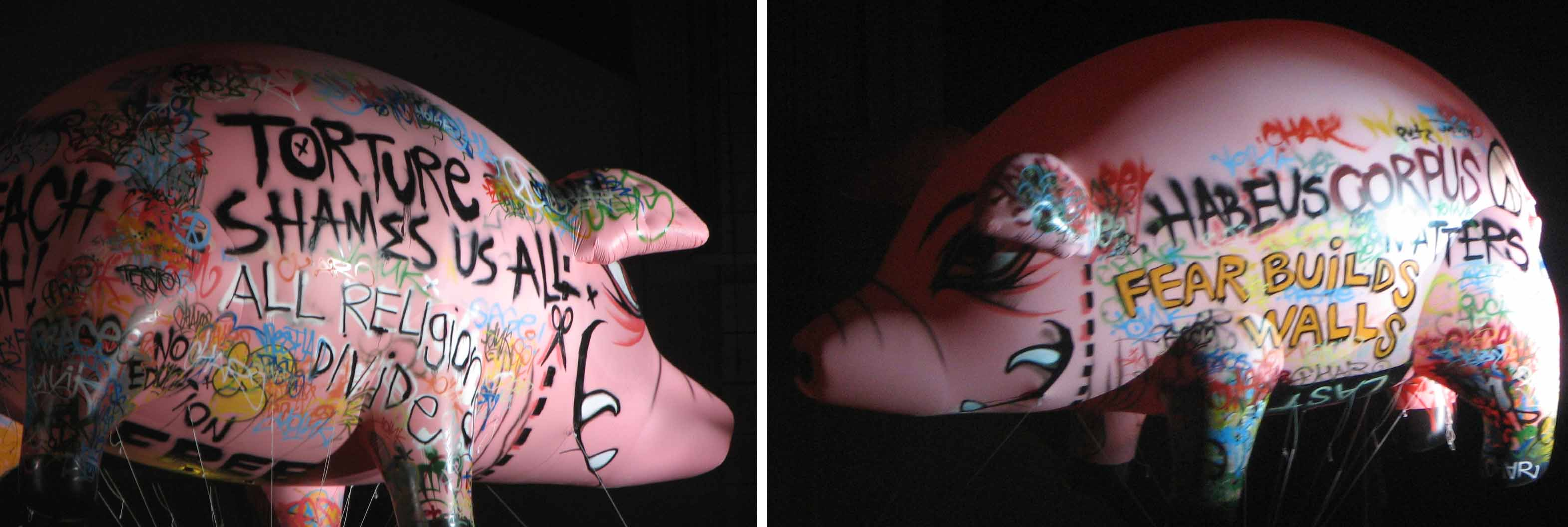
Надувная свинья на концерте Роджера Уотерса 13 июня 2007 года в Hollywood Bowl (Лос-Анджелес)

Во время концертов на открытых площадках были случаи, когда тросы развязывались и надувная свинья улетала. Так, в конце апреля 2008 года сообщалось об очередной пропаже надувной свиньи во время выступления Роджера Уотерса на фестивале «Коачелла» в Южной Калифорнии. По описанию, «размеры свиньи были довольно внушительные: в высоту она могла соревноваться с двухэтажным домом, а в ширину — с двумя школьными автобусами».
В 1987 году Роджер Уотерс дал концерт в Эфиопии, на котором свинья была важным гостем. С тех пор каждый новый год эфиопы запускают в воздух такую же свинью.
Во время выступлений группы, воссоединившейся временно с Роджером Уотерсом, на Live 8 снимки надувной свиньи, парящей над электростанцией Баттерси, демонстрировались среди прочих на гигантском экране над сценой.
Копия летающей свиньи, прикреплённая к зданию электростанции 26 сентября 2011 года, сопровождала рекламную кампанию Why Pink Floyd…? по переизданию альбомов группы и выпуску неизданных ранее записей.

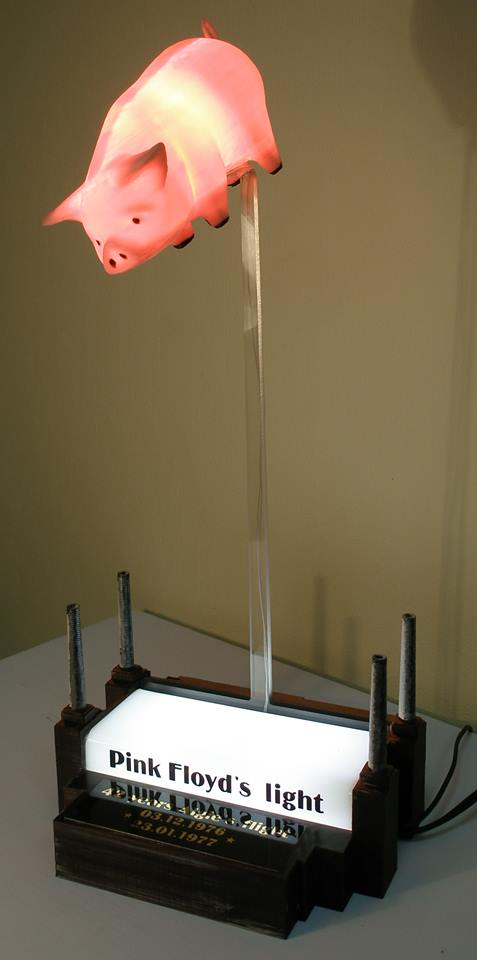
Настольная лампа Pink Floyd's Light (экспонат музея Света в Братске)
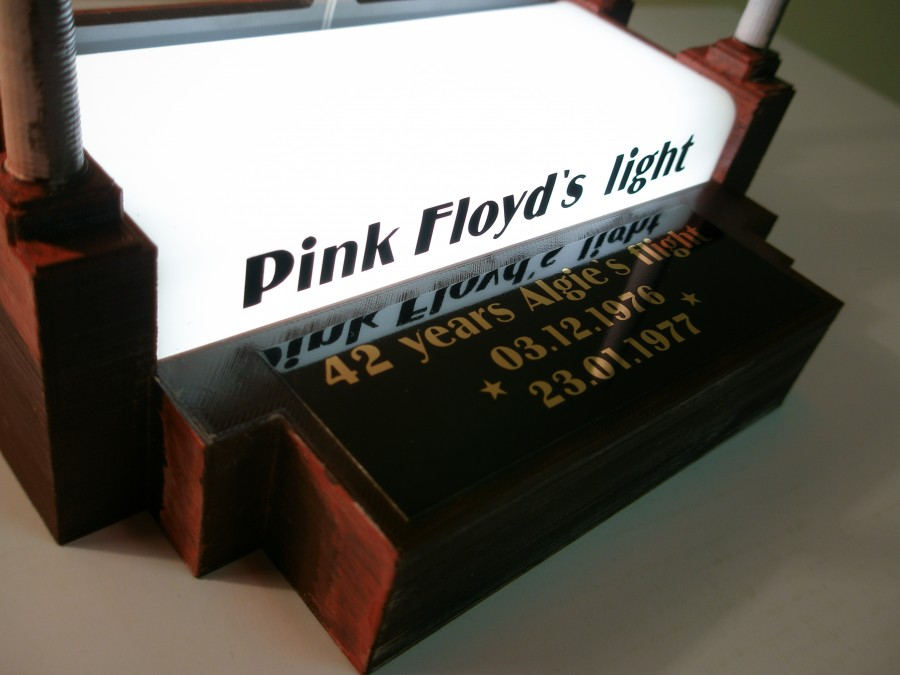
Настольная лампа Pink Floyd's Light
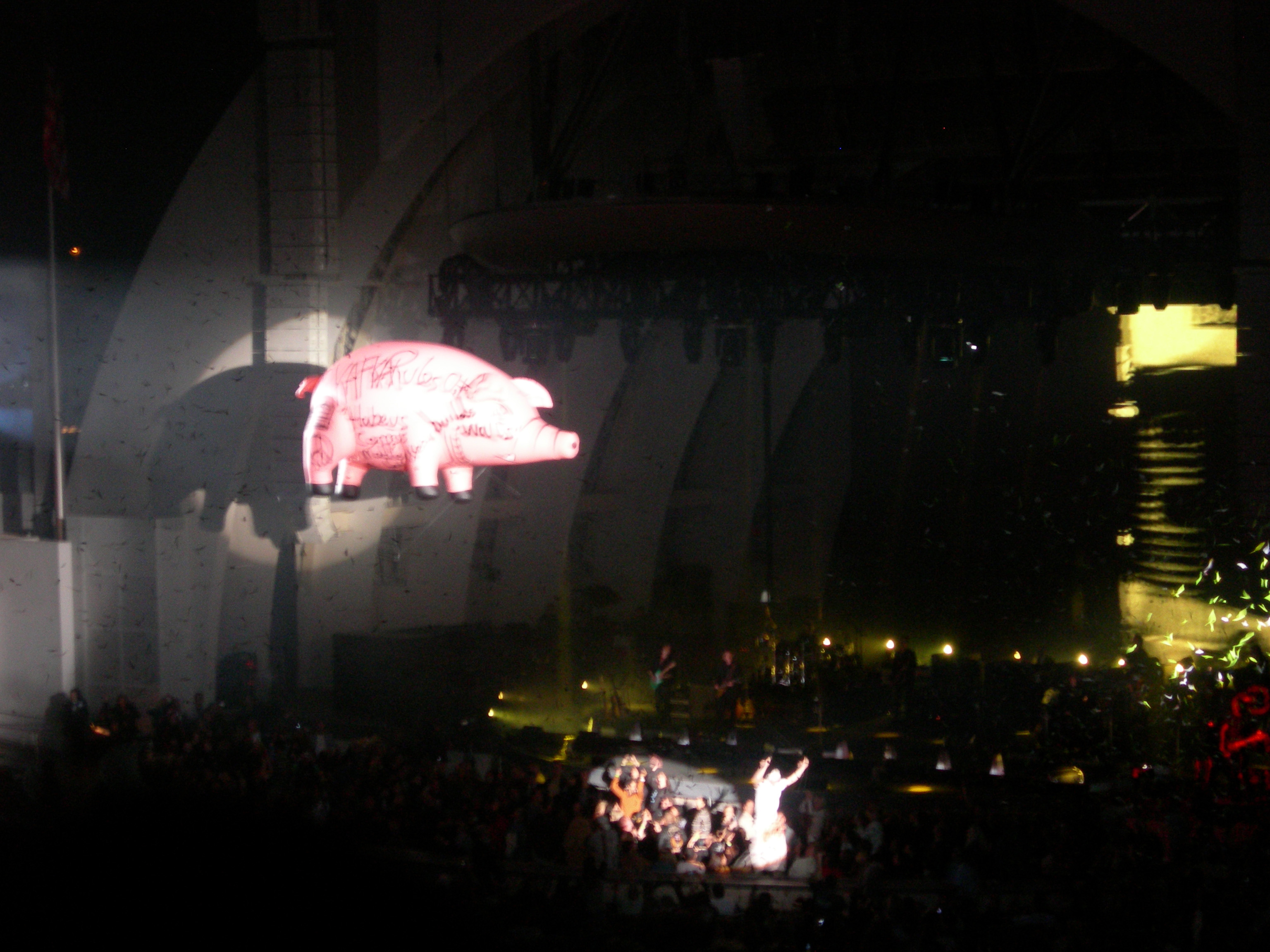
Свинья на концерте Р. Уотерса в Голливуд-боул (2006)
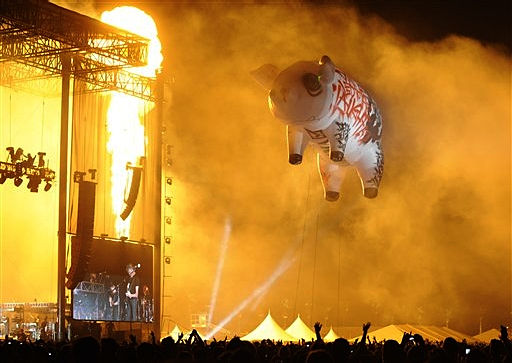
Свинья на концерте Р. Уотерса (Coachella, 2008)
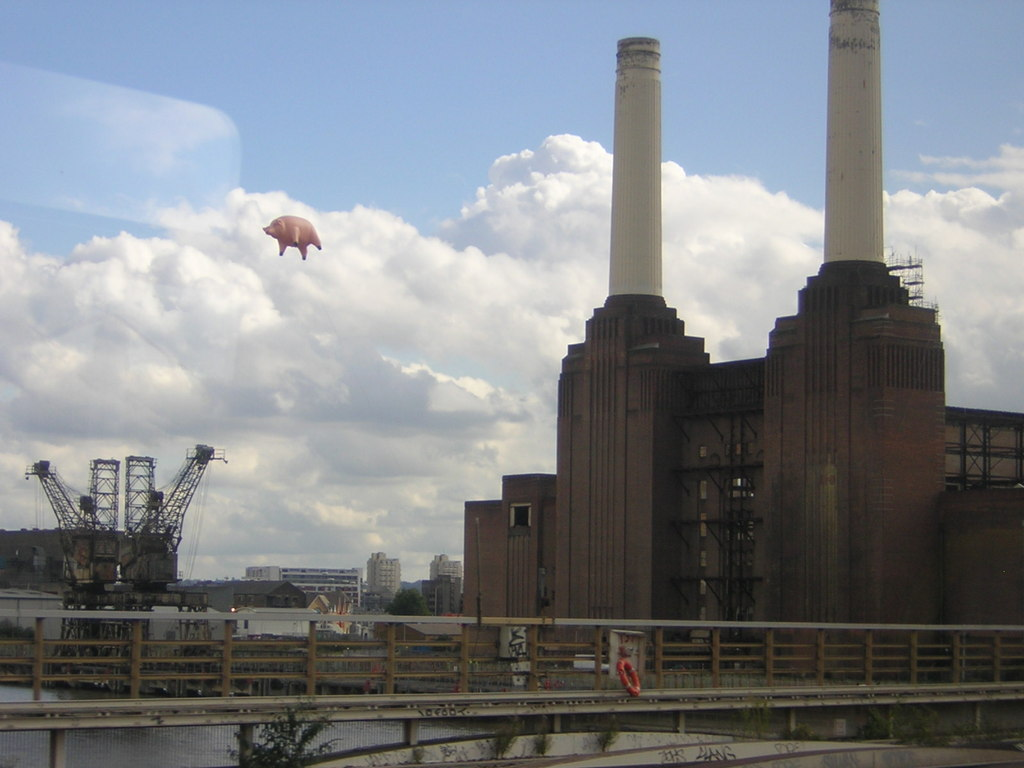
Свинья над Баттерси (съёмки 2011 года к переизданию Animals на Why Pink Floyd...?)